# ایزوترم جذب تمکین
ایزوترم جذب تمکین (به انگلیسی: Temkin adsorption isotherm) یا معادله تمکین یا ایزوترم تمکین یا معادله جذب تمکین یکی از ایزوترم‌های جذب است. در این ایزوترم مقدار مادهٔ جذب شده با لگاریتم فشار جذب شونده متناسب است. این رابطه به صورت زیر بیان می‌شود:
{\displaystyle \theta =A\cdot \ln p+B}
که در آن θ کسر پوششی سطح (نسبت سطح پوشیده‌شده به کل سطح در دسترس برای جذب)، p فشار یا غلظت گاز مورد نظر بوده و A و B مقادیر ثابت هستند. بر خلاف مدل جذب لانگمویر که در آن (تغییرات) انتالپی جذب مستقل از کسر پوششی است، در ناحیه‌ای که ایزوترم تمکین معتبر باشد، انتالپی جذب تابعی خطی از {\displaystyle \theta } است.